# Шта радиш вечерас
Шта радиш вечерас је југословенски филм снимљен 1988. године. Филм је састављен из три приче: Амстердам, Кравата обавезна и Апсолутни слух. Режирали су га Предраг Велиновић, Иван Марков и Јанко Баљак. Сценарио су написали Велиновић, Баљак, Иван Лалић, Иван Панић и Зоран Бачић.
| Део                 | Режисер           | Сценариста              |
| ------------------- | ----------------- | ----------------------- |
| 1. Амстердам        | Предраг Велиновић | Предраг Велиновић       |
| 2. Кравата обавезна | Иван Марков       | Иван Лалић Иван Панић   |
| 3. Апсолутни слух   | Јанко Баљак       | Јанко Баљак Зоран Бачић |